# Viboldone
Viboldone ist ein Ortsteil der lombardischen Gemeinde San Giuliano Milanese, die für ihre gleichnamige Abtei bekannt ist. Er liegt westlich des Stadtzentrums in der Nähe der Kreuzung der Tangenziale Ovest (Westliche Umgehungsstraße) mit der Autobahn Autostrada del Sole.

## Geschichte
Die Ortschaft ist ein landwirtschaftliches Dorf antiken Ursprungs. Innerhalb der Unterteilung des mailändischen Territoriums gehörte es zur Pieve di San Giuliano Milanese und grenzte im Norden an Civesio, San Giuliano Milanese, Zivido und Santa Brera im Osten, Mezzano und Zunico im Süden, und Cascina Rancate im Westen. Bei der Volkszählung von 1751 zählte der Ort 377 Einwohner.
Im Jahr 1805 war die Einwohnerzahl auf 581 gestiegen, und die Gemeinde erweiterte ihre Befugnisse erheblich, da im Jahr 1809 die Gemeinden Civesiound Cascina Rancate mit Viboldone zusammengelegt wurden, so dass sie insgesamt 948 Bürger zählten, und 1811 zwei Jahre später auch San Donato Milanese die 1809 mit Bolgiano, San Giuliano Milanese die 1809 mit Carpianello und Zivido und Sesto Ulteriano zusammengelegt wurden, was insgesamt 2773 Personen betraf. Nach der Gründung des Königreichs Lombardei-Venetien im Jahr 1816 erhielten jedoch alle Zentren ihre Autonomie zurück.
Die Österreicher selbst mussten jedoch im Jahr 1841 die Vernunft des napoleonischen Vorgehens anerkennen, und so wurden Civesio und Rancate erneut, diesmal endgültig, an Viboldone angegliedert, während diesmal auch Cascina Videserto in den Zusammenschluss einbezogen wurde. Bei der Volkszählung von 1853 hatte die Gemeinde Viboldone 1163 Einwohner, bei der Volkszählung von 1861 waren es 1209. Im Jahr 1869 wurde die Gemeinde Viboldone mit den Gemeinden Sesto Ulteriano, San Giuliano Milanese und Zivido und im 1870 die Gemeinde von Pedriano zusammengelegt.
Im Jahr 1893 erhielt die Gemeinde Viboldone den Namen San Giuliano Milanese.

## Sehenswürdigkeiten
- Die Abtei Viboldone
- Kloster Benedettine dei Santi Pietro e Paolo